# Furde
Furde je naseljeno mjesto u sastavu općine Bosanska Dubica, Republika Srpska, BiH.

## Stanovništvo
| Furde              |             |
| godina popisa      | 1991.       |
| Srbi               | 64 (84,21%) |
| Hrvati             | 0           |
| Muslimani          | 0           |
| Jugoslaveni        | 12 (15,79%) |
| ostali i nepoznato | 0           |
| ukupno             | 76          |